# Ceratina rugifrons
Ceratina rugifrons är en biart som beskrevs av Smith 1879. Den ingår i släktet märgbin och familjen långtungebin. Inga underarter finns listade i Catalogue of Life.

## Beskrivning
Ceratina rugifrons är ett litet bi, honan har en kroppslängd på 7 till 8 mm, hanen omkring 7 mm. Grundfärgen är svart, med gula markeringar i ansiktet (tämligen små hos honan) bland annat på clypeus (munskölden); labrum (överläppen) kan sällsynt vara delvis gul hos honan, alltid hos hanen. Mellankroppen har gula streck på ovansidan och gula markeringar på benen (ibland, speciellt hos hanen, nästan heltäckande), medan tergiterna på bakkroppen har gula tvärband.

## Utbredning
Arten förekommer i Indonesien på ön Sulawesi.

## Ekologi
Som alla märgbin bygger arten sina larvbon i märgen på olika växter. Den flyger till många olika, blommande växter, exempelvis måreväxter som robustakaffe och arabiskt kaffe samt gurkväxter som gurka. 